# Trine Dyrholm

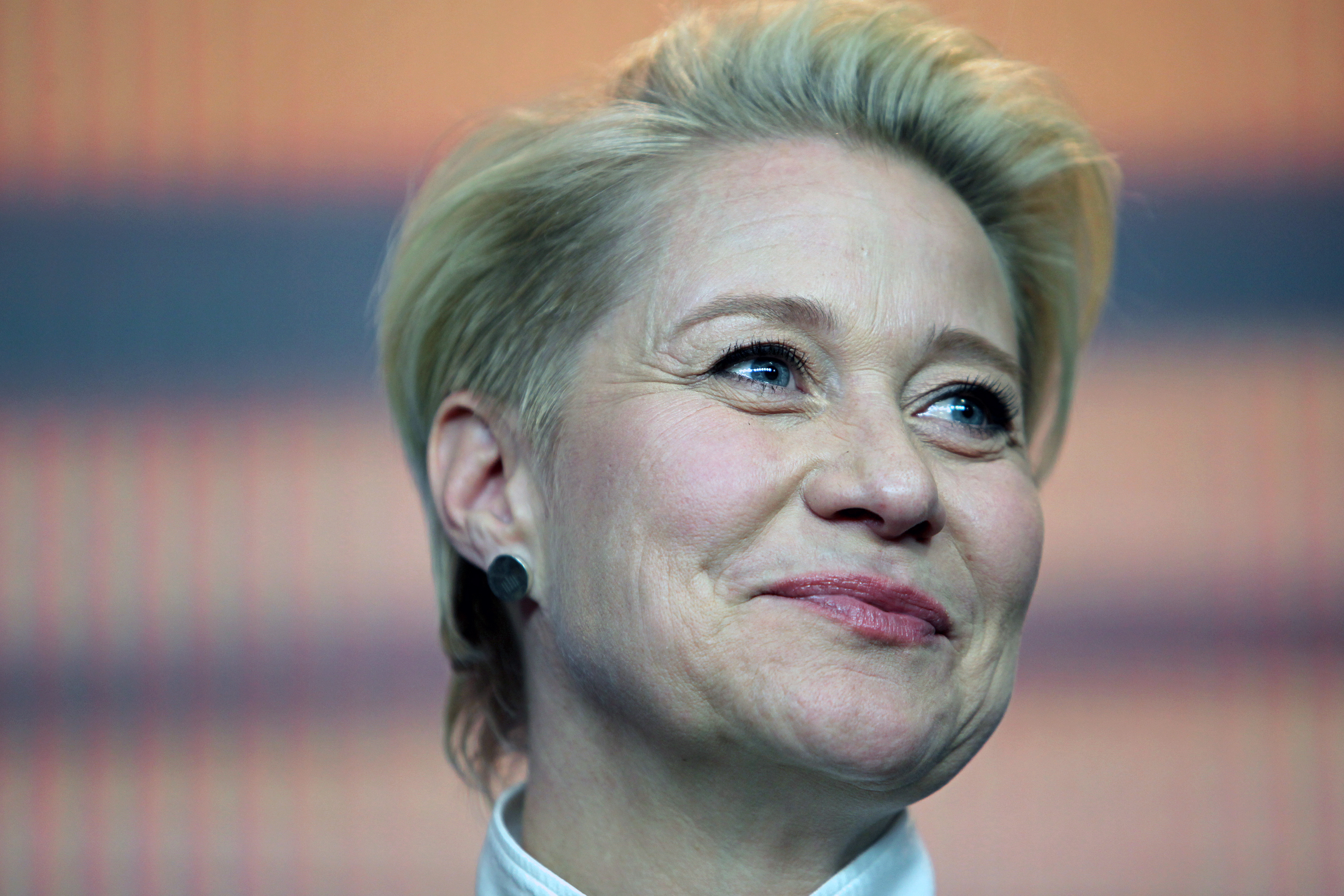
Trine Dyrholm bei der Berlinale 2016

Trine Dyrholm (* 15. April 1972 in Odense) ist eine dänische Sängerin, Theater- und Filmschauspielerin sowie Regisseurin.

## Leben und Karriere
1987 nahm sie als Vierzehnjährige mit der Band The Moonlighters und dem Song Danse i måneskin am Dansk Melodi Grand Prix, der dänischen Vorausscheidung zum Eurovision Song Contest, teil und erreichte den dritten Platz.
1995 schloss sie erfolgreich die staatliche Theaterschule ab und spielte danach sowohl in Film und Fernsehen als auch im Theater. Neben Rollen in zahlreichen dänischen Filmen, wie z. B. den auch international erfolgreichen In deinen Händen oder In China essen sie Hunde, spielte sie z. B. auch in dem deutschen Drama Bungalow.
In der dänischen Erfolgs-Comedy-Show Mr. Nice Guy der Brüder Anders und Peter Lund Madsen im Bellevue Teatret in Klampenborg hatte sie einen Gastauftritt und sorgte dabei für den Gesang. Unter diesem Titel erschien auch eine EP mit drei Liedern mit einer ungewöhnlichen Hitparadengeschichte. Die Platte kam am 17. Dezember 2004 zum ersten Mal in die dänischen Charts. Seit dem 24. Juni 2005 war sie eindreiviertel Jahre lang ununterbrochen unter den Top 5, davon bis zum 6. April 2007 62 Wochen auf Platz 1.
2014 war Dyrholm Jurorin der Berlinale. 2018 wurde sie in die Wettbewerbsjury der 75. Internationalen Filmfestspiele von Venedig berufen.

## Preise und Auszeichnungen
- Sie erhielt zahlreiche Bodil- und Robert-Preise sowie den Lauritzen-Preis und gehört damit zu den am häufigsten ausgezeichneten Schauspielern Dänemarks.
- Für ihre Rolle in Thomas Vinterbergs Die Kommune erhielt sie 2016 auf der Berlinale den Silbernen Bären als beste Darstellerin.

## Filmografie (Auswahl)

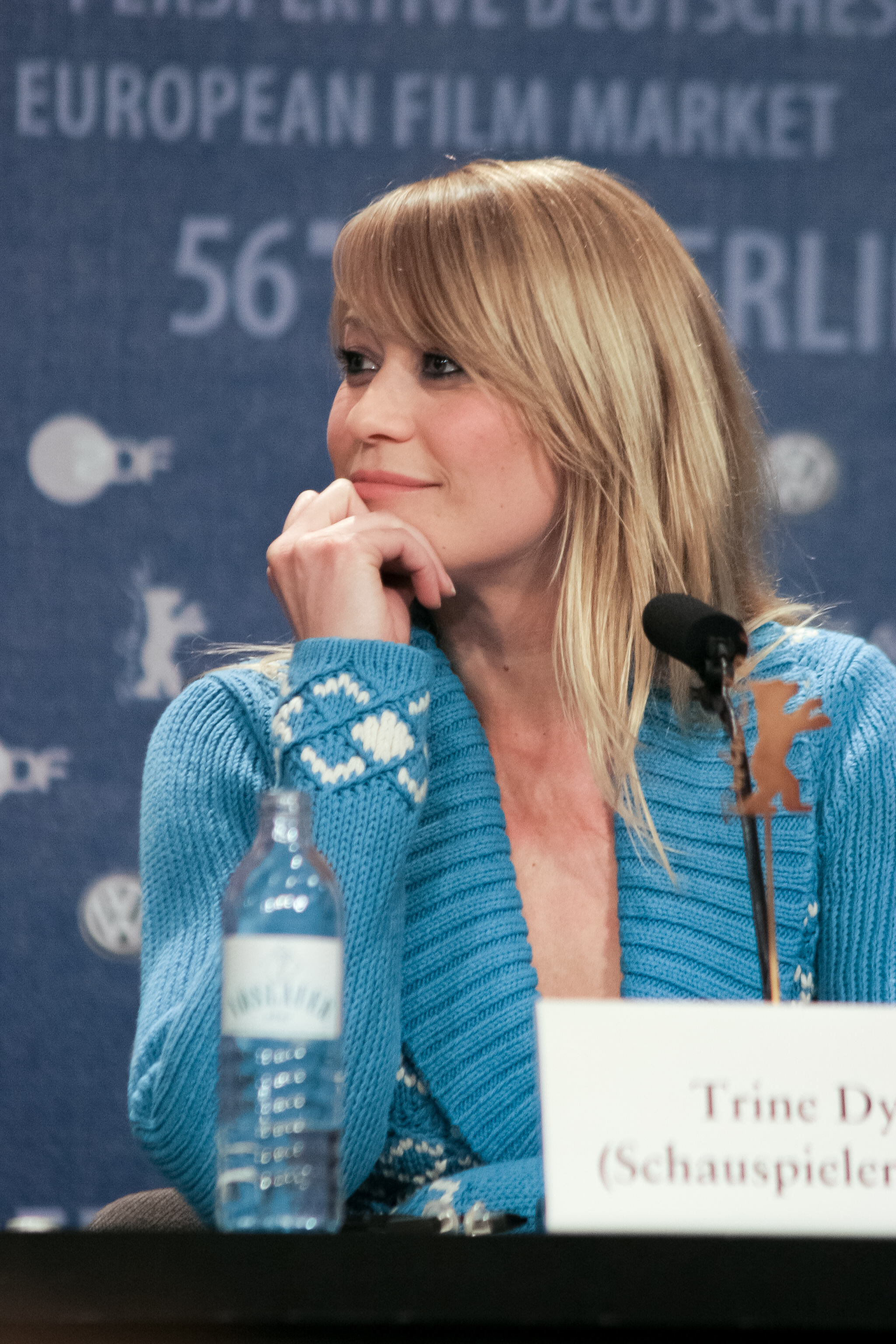
Dyrholm bei der Vorstellung von En Soap auf der Berlinale 2006

### Als Schauspielerin
- 1996: Zwei Helden (De største helte)
- 1998: Das Fest (Festen)
- 1999: In China essen sie Hunde (I Kina spiser de hunde)
- 2002: Okay
- 2002: Bungalow
- 2003: In deinen Händen (Forbrydelser)
- 2005: Der schönste Tag (Den store dag)
- 2005: Fluerne på væggen
- 2005: Offscreen
- 2006: En Soap
- 2007: Daisy Diamond
- 2008: Sunshine Barry und die Discowürmer (Disco ormene)
- 2008: Troubled Water (De Usynlige)
- 2008: Little Soldier (Lille soldat)
- 2010: In einer besseren Welt (Hævnen)
- 2011: Inspektor Barbarotti – Verachtung
- 2012: Die Königin und der Leibarzt (En kongelig affære)
- 2012: Love Is All You Need (Den skaldede frisør)
- 2013: The Shooter (Skytten)
- 2013: 3096 Tage
- 2014–2017: Die Erbschaft (Arvingerne I, II & III, Fernsehserie, 26 Folgen)
- 2014: The Cut
- 2014: Who Am I – Kein System ist sicher
- 2016: Die Kommune (Kollektivet)
- 2017: Nico, 1988
- 2017: You Disappear (Du forsvinder)
- 2018: Astrid (Unga Astrid)
- 2018: Ditte & Louise
- 2018: X&Y
- 2018: Endzeit
- 2019: Brecht
- 2019: Die Neue Zeit (Fernsehserie)
- 2019: Königin (Dronningen)
- 2019: Psychosia
- 2019–2021: Forhøret (Fernsehserie, 11 Folgen)
- 2020: Meyerheim og stjernerne (Miniserie)
- 2020: Erna at War (Erna i krig)
- 2021: Die Königin des Nordens (Margrete den første)
- 2022: Ingen kender dagen
- 2022: The Almond and the Seahorse
- 2024: Mary & George (Miniserie)
- 2024: Pigen med nålen
- 2024: Rematch (Miniserie)
- 2024: Poison – Eine Liebesgeschichte (Poison)

### Als Regisseurin
- 2017: Die Erbschaft (Fernsehserie, Folgen 3x05 und 3x06)